# 熊猫烧香
熊猫烧香是一种经过多次变种的计算机蠕虫病毒，2006年10月16日由25岁的湖北省武汉市新洲区人李俊编写，2007年1月初肆虐中国大陆网络，它主要透过网络下载的文件植入计算机系统。
2007年2月12日，湖北省公安厅宣布，李俊以及其同伙共8人落网。

## 病毒特征

「熊貓燒香」以遊戲的外貌來吸引人安裝。

使用Windows系统的用户中毒后，后缀名为.exe的文件无法执行，并且文件的图标会变成熊猫举着三根烧着的香的图案。，但不具有Win32.Parite的特征，不会感染操作系统的可执行文件。 而副檔名为.gho的赛门铁克公司软件Norton Ghost的系统磁盘备份文件也会被病毒自动检测并删除；大多数知名的网络安全公司的杀毒软件以及防火墙会被病毒强制结束进程，甚至会出现蓝屏、频繁重启的情况，病毒还利用Windows2000/XP系统共享漏洞以及用户的弱口令如系统管理员密码为空，不少安全防范意识低的网吧以及局域网环境全部计算机遭到此病毒的感染。同时病毒执行后在各盘释放autorun.inf以及病毒体自身，造成中毒者硬盘磁盘分区以及U盘、移动硬盘等可移动磁盘均无法正常打开。
由于此病毒具有在htm、html、asp、php、jsp、aspx等格式的网页文件中使用HTML的iframe標記元素嵌入病毒网页代码的能力，所以网页设计制作工作者的机器一旦中毒，那么使用过低版本或未更新安全补丁的Windows系列操作系统的用户访问他们设计的网站均会中此病毒。
为了防止自己的病毒被杀毒软件拦截，李俊建立了病毒更新服务器。在更新最勤时一天要对病毒更新升级8次，与俄罗斯反病毒软件卡巴斯基反病毒库每3小时更新一次的更新速度持平，所以凭借更新的速度杀毒软件很难识别此计算机病毒的多种变种。

## 病毒案件的侦破与病毒作者
有人通过对此毒脱壳后的特征码分析發現有「whboy」的标识，而此標識也曾出現在2004年的一隻病毒“武汉男生”上，所以该病毒也被称为“武汉男生”，通过查看李俊的早期作品可以看到他的QQ号码以及他建立的网站信息，有了这些信息，侦破案件的湖北网警的工作就容易了许多。
该病毒作者是李俊（1982年-），武汉新洲区人。据他的家人以及朋友介绍，他在初中时英语和数学成绩都很不错，但还是没能考上高中。中专在娲石职业技术学校学习水泥工艺专业，毕业后曾上过网络技术职业培训班。据他的朋友所说，他是“自学成才，他的大部分电脑技术都是看书自学的”。2004年李俊到北京、广州的网络安全公司求职，但都因学历低的原因遭拒，于是他开始抱着报复社会以及赚钱的目的编写病毒了。他曾在2003年编写了病毒“武汉男生”，2005年他还编写了病毒QQ尾巴，并对“武汉男生”版本更新成为“武汉男生2005”。
此次传播的“熊猫烧香”病毒，作者李俊是先将此病毒在网络中卖给了120余人，每套产品要价500～1000元人民币，每日可以收入8000元左右，最多时一天能赚1万余元人民币，作者李俊因此直接非法获利10万余元。然后由这120余人对此病毒进行改写处理并传播出去的，这120余人的传播造成100多万台计算机感染此病毒，他们将盗取来的网友网络游戏以及QQ帐号进行出售牟利，并使用被病毒感染沦陷的机器组成“僵尸网络”为一些网站带来流量。
被逮捕的几位重要犯罪嫌疑人资料：
| 姓名   | 性別 | 到案年齡 | 住所         | 出生              |
| ------ | ---- | -------- | ------------ | ----------------- |
| 李俊   | 男   | 25岁     | 武汉新洲区人 | 1982年（42—43歲） |
| 雷磊   | 男   | 25岁     | 武汉新洲区人 | 1982年（42—43歲） |
| 王磊   | 男   | 22岁     | 山东威海人   | 1985年（39—40歲） |
| 叶培新 | 男   | 21岁     | 浙江温州人   | 1986年（38—39歲） |
| 张顺   | 男   | 23岁     | 浙江丽水人   | 1984年（40—41歲） |
| 王哲   | 男   | 24岁     | 湖北仙桃人   | 1983年（41—42歲） |

2007年9月24日，湖北省仙桃市人民法院一审以破坏计算机信息系统罪判处李俊有期徒刑四年、王磊有期徒刑二年六个月、张顺有期徒刑二年、雷磊有期徒刑一年，并判决李俊、王磊、张顺的违法所得予以追缴。 2009年12月24日，李俊由于在狱中表现良好，提前出狱。
熊猫烧香作者李俊出狱后，于2010年开始经营一家企业网络安全软件公司。然而2013年6月13日晚，据“丽水发布”官方微博消息，“熊猫烧香”病毒制造者张顺、李俊在浙江丽水设立网络赌场，敛财数百万元，已被当地检察机关批捕。该事件发生在2013年初，涉案者共17人。2015年中，李俊再次出狱。

## 參閱
- 被逮捕的黑客
- 知名病毒及蠕蟲的歷史年表
- 计算机犯罪